# Erateina garleppi
Erateina garleppi là một loài bướm đêm trong họ Geometridae.